# Laxmannia jamesii
Laxmannia jamesii là một loài thực vật có hoa trong họ Măng tây. Loài này được Keighery mô tả khoa học đầu tiên năm 1987.